# Каїка рожевощокий
Ка́їка рожевощокий (Pyrilia pulchra) — вид папугоподібних птахів родини папугових (Psittacidae). Мешкає в Колумбії і Еквадорі.

## Поширення і екологія

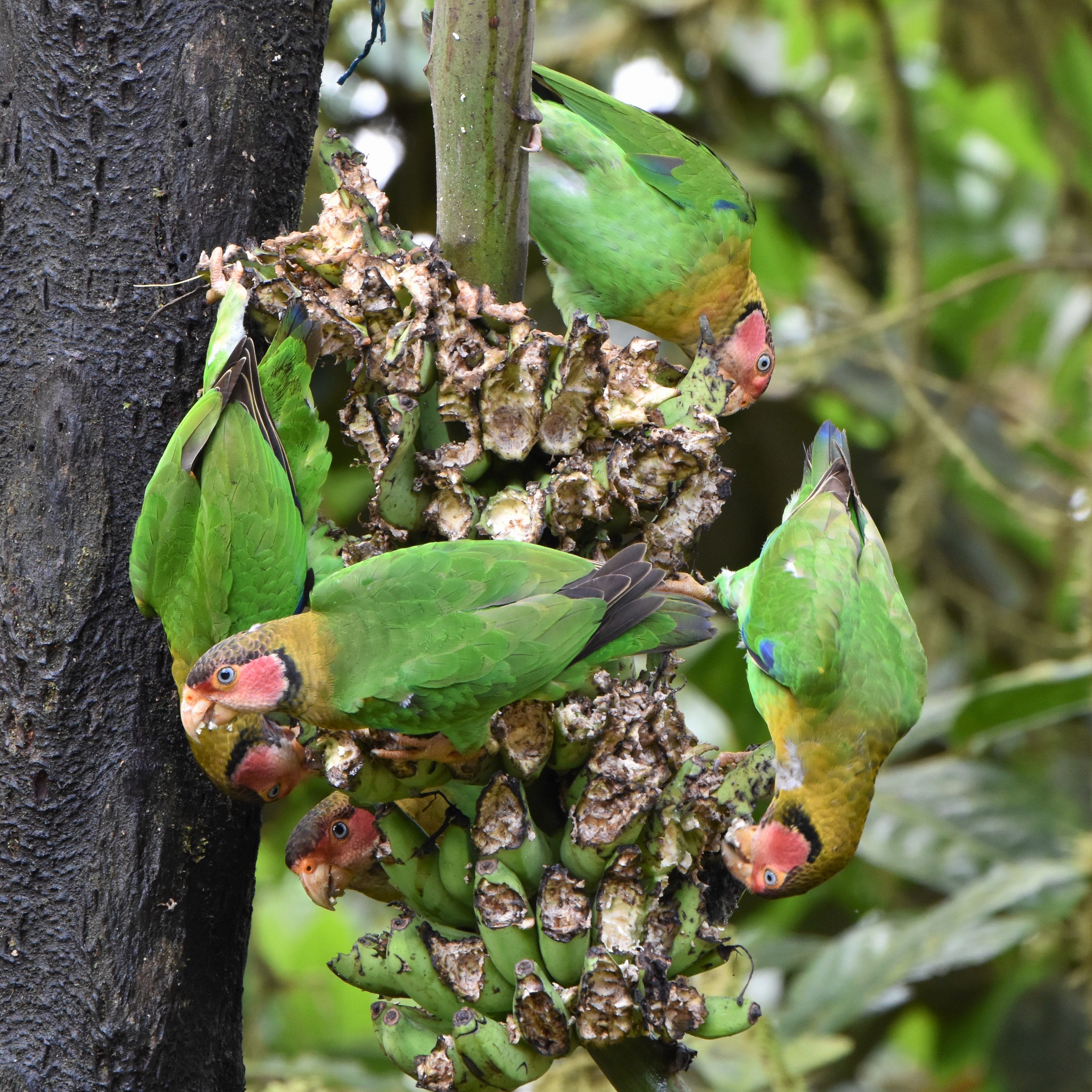
Рожевощокі каїки

Рожевощокі каїки мешкають на заході Колумбії і Еквадору. Вони живуть у вологих рівнинних і гірських тропічних лісах та на плантаціях. Зустрічаються парами або зграями до 25 птахів, на висоті до 1200 м над рівнем моря, місцями на висоті до 2100 м над рівнем моря.